# Gili Sharir
Gili Sharir (en hébreu : גילי שריר), née le 22 novembre 1999, est une judokate israélienne.

## Carrière
Gili Sharir est médaillée de bronze par équipes aux Jeux olympiques d'été de 2020 à Tokyo.
Elle remporte ensuite la médaille de bronze dans la catégorie des moins de 63 kg lors des Championnats d'Europe de judo 2022 à Sofia.
Elle est médaillée d'argent dans cette catégorie aux Championnats d'Europe de judo 2023 à Montpellier.

## Palmarès

### Compétitions internationales
| Année | Compétition           | Lieu        | Résultat | Catégorie      |
| ----- | --------------------- | ----------- | -------- | -------------- |
| 2021  | Jeux olympiques       | Tokyo       | 3e       | Par équipes    |
| 2022  | Championnats d'Europe | Sofia       | 3e       | Moins de 63 kg |
| 2022  | Championnats du monde | Tachkent    | 3e       | Par équipes    |
| 2023  | Championnats d'Europe | Montpellier | 2e       | Moins de 63 kg |

### Tournois Grand Chelem et Grand Prix
| Année | Compétition  | Lieu        | Résultat | Catégorie      |
| ----- | ------------ | ----------- | -------- | -------------- |
| 2018  | Grand Prix   | Hohhot      | 2e       | Moins de 63 kg |
| 2022  | Grand Chelem | Abou Dabi   | 3e       | Moins de 63 kg |
| 2022  | Grand Chelem | Oulan-Bator | 2e       | Moins de 63 kg |
| 2023  | Grand Chelem | Paris       | 1re      | Moins de 63 kg |